# ジャバリ・ブラッシュ
ジャバリ・ジェレル・ブラッシュ（Jabari Jerel Blash, 1989年7月4日 - ）は、アメリカ領ヴァージン諸島セント・トーマス島出身の元プロ野球選手（外野手）。右投右打。

## 経歴

### プロ入り前
2007年のMLBドラフト29巡目（全体899位）でシカゴ・ホワイトソックスから指名され、2009年のMLBドラフト9巡目（全体274位）でテキサス・レンジャーズからも指名されたが、いずれも入団せず。

### プロ入りとマリナーズ傘下時代
2010年のMLBドラフト8巡目（全体252位）でシアトル・マリナーズに入団。同年はルーキー級アリゾナリーグ・マリナーズ、アパラチアンリーグのルーキー級プラスキ・マリナーズに所属した。
2011年はA-級エバレット・アクアソックス、A級クリントン・ランバーキングスに所属し、2012年はA級クリントンでプレーした。
2013年はA+級ハイデザート・マーベリックス、AA級ジャクソン・ジェネラルズに昇格、2014年はAA級ジャクソンから8月17日にAAA級タコマ・レイニアーズに昇格した。
2015年はAAA級タコマで開幕を迎え、4月6日にAA級ジャクソンに降格したが、5月1日にAAA級タコマに復帰した。

### パドレス時代
2015年12月10日にルール・ファイブ・ドラフトでオークランド・アスレチックスに指名されて移籍したが、同日中に、12月2日に行われたマーク・ゼプチンスキー、ヨンダー・アロンソとドリュー・ポメランツ、ホセ・トーレスとのトレードの後日発表選手としてサンディエゴ・パドレスへ移籍した。この際に40人枠に登録されている。

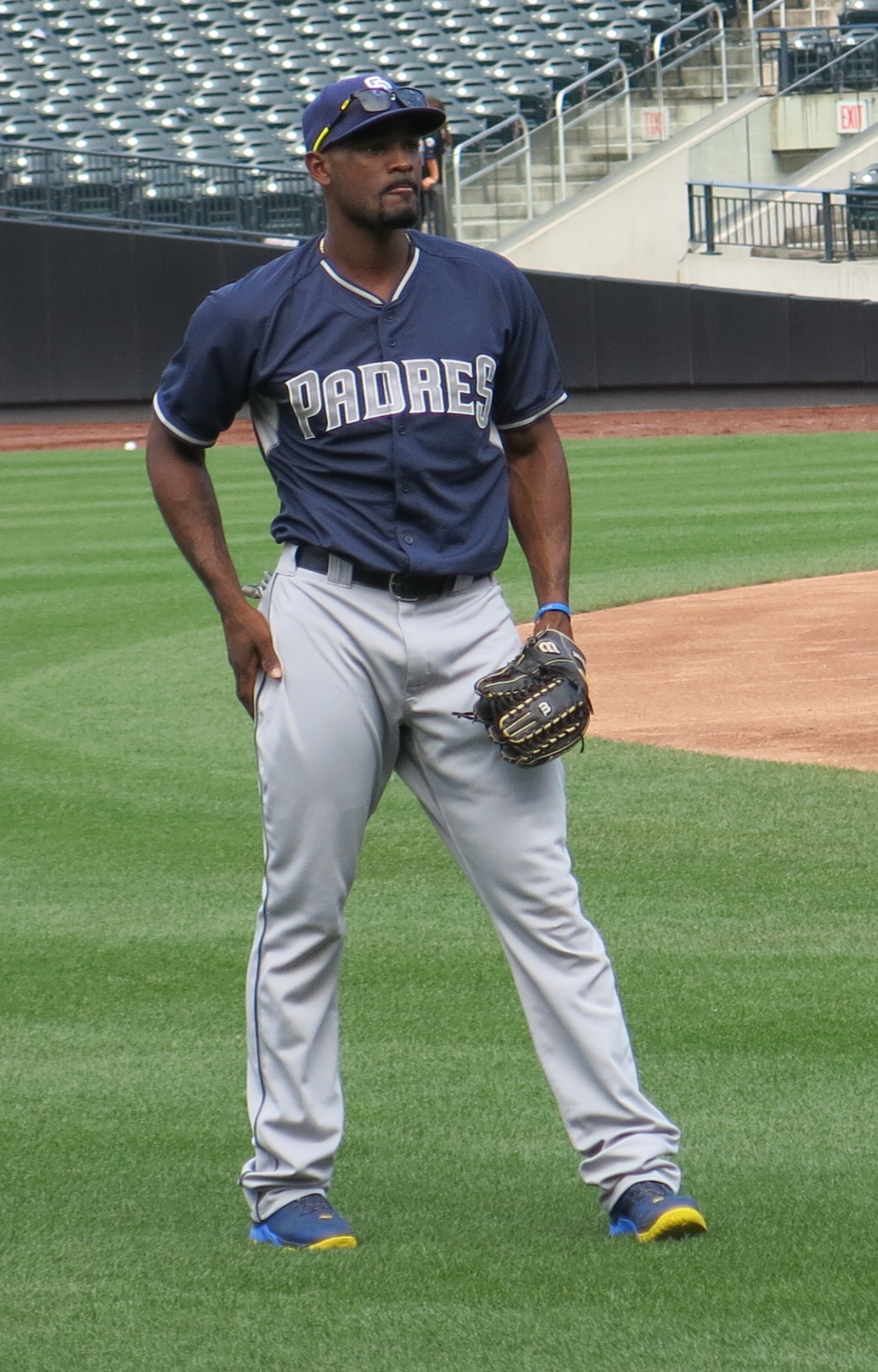
パドレス時代（2016年8月12日）

2016年4月4日のロサンゼルス・ドジャース戦でメジャーデビュー。5月13日にDFAとなり、5月18日に40人枠を外れる形で傘下のAAA級エル・パソ・チワワズへ配属された。7月30日に再びメジャー契約を結んで25人枠入りした。この年メジャーでは38試合に出場して打率.169・3本塁打・5打点・1盗塁の成績を残した。
2017年1月20日にトレバー・ケーヒルとの契約に伴ってDFAとなった。1月25日に40人枠を外れる形でAAA級エル・パソへ配属され、4月7日にメジャー契約を結んでアクティブ・ロースター入りした。この年は61試合に出場して打率.213・5本塁打・16打点・1盗塁。

### エンゼルス時代
2017年12月13日にチェイス・ヘッドリー、ブライアン・ミッチェルとのトレードで、ニューヨーク・ヤンキースへ移籍した。
2018年2月20日にブランドン・ドルーリーの加入に伴ってDFAとなり、翌21日に後日発表選手とのトレードで、ロサンゼルス・エンゼルスへ移籍した。この年は24試合に出場し打率.103で、3Aでは83試合に出場し、打率.317、29本塁打、68打点。オフの11月29日にFAとなった。

### 楽天時代
2018年12月7日にNPBの東北楽天ゴールデンイーグルスが契約合意したことを発表。
2019年は開幕での打順は7番からスタートしたが、5月に10本塁打27打点の成績を挙げて以降は4番での起用が多くなる。夏場にはコンディション不良によって先発を外れる試合が多く、1か月ほど本塁打が出ない時期があったものの終盤に復調。NPB1年目ながら共にチーム最多の33本塁打95打点の成績を挙げて、チームのAクラス入りに貢献した（本塁打は浅村栄斗と同数）。また、四死球も多く、出塁率はリーグ4位の.397を記録した。なお、33本塁打と95打点は共に楽天が獲得した外国人選手の1年目の成績では最高の成績であり、「1年目」という条件を除いても本塁打数は所属した歴代外国人選手の中では最多である。
2020年は開幕から低調で、首を痛めて8月8日に登録抹消されて以降一軍での出場が無かった。11月5日に同年限りでの退団が確実であることが発表された。
2021年1月14日に現役引退を発表。今後は出身地のヴァージン諸島で慈善活動を続け、自身のプラットフォームで発信していくと報じている。

## プレースタイル
両足をピッタリそろえて構え、右肘を高く上げながら上半身を若干仰け反らせバットのヘッドを投手側に向ける構えから、左足を大きく上げてステップしスイングする独特なバッティングフォームが特徴。以前は広いスタンスで構えノーステップ気味に打っていたが、2017年にメキシコでのウィンターリーグ中に左足の使い方を模索する中で現在の構えになった。バランスが良くなり、頭のブレが抑えられるようになったという。
ストライクゾーンに来たボールを積極的に打ちにいくが空振りが多く確実性は高くない。その反面、ストライクゾーンから外れたボールへの見極めは良く、選球眼に優れる。

## 人物
- 愛称はビッグ・ダディ[16]。体が大きいことからアメリカ時代に用具係から命名された。
- 趣味は読書で自己啓発本を好み、デール・カーネギー著「人を動かす」、ドン・ミゲル・ルイス著「四つの約束」などが愛読書[17]。
- マリナーズ入団時、打撃練習を終えると大先輩のイチローに向かって「いつかイチローさんを脅かす存在になってみせるよ」とジョークを飛ばし、イチローから「待ってるぞ」と笑いながら返された[18]。
- エンゼルス時代は主に外野の控えでチームメイトの大谷翔平とよく話す機会があり、移籍決定後に「日本の投手は変化球が多いので球を追いかけず踏ん張るように」と助言された[19]。
- 弟（Jamori Blash）も野球選手で、2017年のMLBドラフト23巡目でワシントン・ナショナルズから指名され、マイナーで一塁手としてプレーしている。
- 登録は右投げ右打ちだが、食事や字を書くときは左手を使う[20]。

## 詳細情報

### 年度別打撃成績
| 年 度    | 球 団    | 試 合 | 打 席 | 打 数 | 得 点 | 安 打 | 二 塁 打 | 三 塁 打 | 本 塁 打 | 塁 打 | 打 点 | 盗 塁 | 盗 塁 死 | 犠 打 | 犠 飛 | 四 球 | 敬 遠 | 死 球 | 三 振 | 併 殺 打 | 打 率 | 出 塁 率 | 長 打 率 | O P S |
| -------- | -------- | ----- | ----- | ----- | ----- | ----- | -------- | -------- | -------- | ----- | ----- | ----- | -------- | ----- | ----- | ----- | ----- | ----- | ----- | -------- | ----- | -------- | -------- | ----- |
| 2016     | SD       | 38    | 84    | 71    | 7     | 12    | 2        | 0        | 3        | 23    | 5     | 1     | 0        | 0     | 0     | 11    | 0     | 2     | 34    | 3        | .169  | .298     | .324     | .622  |
| 2017     | SD       | 61    | 195   | 164   | 24    | 35    | 6        | 0        | 5        | 56    | 16    | 1     | 2        | 0     | 1     | 28    | 0     | 2     | 66    | 5        | .213  | .333     | .341     | .675  |
| 2018     | LAA      | 24    | 45    | 39    | 4     | 4     | 1        | 0        | 0        | 5     | 1     | 2     | 1        | 0     | 1     | 5     | 0     | 0     | 24    | 0        | .103  | .200     | .128     | .328  |
| 2019     | 楽天     | 128   | 527   | 426   | 66    | 111   | 20       | 0        | 33       | 230   | 95    | 2     | 3        | 0     | 3     | 81    | 2     | 17    | 157   | 7        | .261  | .397     | .540     | .936  |
| 2020     | 楽天     | 37    | 149   | 119   | 25    | 28    | 7        | 0        | 2        | 41    | 18    | 1     | 1        | 0     | 3     | 25    | 1     | 2     | 46    | 2        | .235  | .369     | .345     | .714  |
| MLB：3年 | MLB：3年 | 123   | 324   | 274   | 35    | 51    | 9        | 0        | 8        | 84    | 22    | 4     | 3        | 0     | 2     | 44    | 0     | 4     | 124   | 8        | .186  | .306     | .307     | .612  |
| NPB：2年 | NPB：2年 | 165   | 676   | 545   | 91    | 139   | 27       | 0        | 35       | 271   | 113   | 3     | 4        | 0     | 6     | 106   | 3     | 19    | 203   | 9        | .255  | .391     | .497     | .888  |

- 各年度の太字はリーグ最高

### 年度別守備成績
| 年 度 | 球 団 | 左翼（LF） | 左翼（LF） | 左翼（LF） | 左翼（LF） | 左翼（LF） | 左翼（LF） | 右翼（RF） | 右翼（RF） | 右翼（RF） | 右翼（RF） | 右翼（RF） | 右翼（RF） | 外野  | 外野  | 外野  | 外野  | 外野  | 外野     |
| 年 度 | 球 団 | 試 合      | 刺 殺      | 補 殺      | 失 策      | 併 殺      | 守 備 率   | 試 合      | 刺 殺      | 補 殺      | 失 策      | 併 殺      | 守 備 率   | 試 合 | 刺 殺 | 補 殺 | 失 策 | 併 殺 | 守 備 率 |
| ----- | ----- | ---------- | ---------- | ---------- | ---------- | ---------- | ---------- | ---------- | ---------- | ---------- | ---------- | ---------- | ---------- | ----- | ----- | ----- | ----- | ----- | -------- |
| 2016  | SD    | 4          | 2          | 0          | 0          | 0          | 1.000      | 18         | 41         | 1          | 0          | 0          | 1.000      | -     | -     | -     | -     | -     | -        |
| 2017  | SD    | 18         | 21         | 0          | 3          | 0          | .875       | 33         | 54         | 5          | 2          | 1          | .967       | -     | -     | -     | -     | -     | -        |
| 2018  | LAA   | 6          | 10         | 0          | 0          | 0          | 1.000      | 14         | 11         | 0          | 1          | 0          | .917       | -     | -     | -     | -     | -     | -        |
| 2019  | 楽天  | -          | -          | -          | -          | -          | -          | -          | -          | -          | -          | -          | -          | 47    | 74    | 1     | 1     | 0     | .987     |
| 2020  | 楽天  | -          | -          | -          | -          | -          | -          | -          | -          | -          | -          | -          | -          | 25    | 34    | 2     | 0     | 0     | 1.000    |
| MLB   | MLB   | 28         | 33         | 0          | 3          | 0          | .917       | 65         | 106        | 6          | 3          | 1          | .974       | -     | -     | -     | -     | -     | -        |
| NPB   | NPB   | -          | -          | -          | -          | -          | -          | -          | -          | -          | -          | -          | -          | 72    | 108   | 3     | 1     | 0     | .991     |

### 記録
NPB
- 初出場・初先発出場：2019年3月29日、対千葉ロッテマリーンズ1回戦（ZOZOマリンスタジアム）、7番指名打者で先発出場
- 初打席：同上、2回表に石川歩から中飛
- 初安打・初打点：同上、6回表に石川歩から右前2点適時打
- 初本塁打：2019年3月31日、対千葉ロッテマリーンズ3回戦（ZOZOマリンスタジアム）、9回表に高野圭佑から左越ソロ
- 初盗塁：2019年7月6日、対北海道日本ハムファイターズ14回戦（楽天生命パーク宮城）、4回裏に二盗（投手：金子弌大、捕手：清水優心）

### その他の記録
NPB
- パシフィック・リーグ通算50000号本塁打：2019年8月27日、対千葉ロッテマリーンズ22回戦（楽天生命パーク宮城）、4回裏無死一塁で石川歩から中越2ラン

### 背番号
- 32（2016年 - 2017年）
- 54（2018年）
- 69（2019年 - 2020年）

### 登場曲
- Koomz「Mariah」（2019年）
- 湘南乃風「睡蓮花」（2019年）
- Dexta daps「No Underwear」（2020年）
- Drug Lawd「Masicka」（2020年）